# Ralf Konersmann
Ralf Konersmann (* 18. Februar 1955 in Düsseldorf) ist ein deutscher Philosoph. Derzeit ist er emeritierter Lehrstuhlinhaber am Philosophischen Seminar der Universität Kiel.

## Leben
Ralf Konersmann wurde 1987 zum Dr. phil. promoviert, war von 1987 bis 1993 wissenschaftlicher Mitarbeiter und wissenschaftlicher Assistent an der Fernuniversität in Hagen, habilitierte sich 1993 und war von 1993 bis 1996 Professor für Kulturtheorie und Kulturphilosophie an der Universität Leipzig. Seit 1996 ist er Lehrstuhlinhaber des Lehrstuhls für Philosophie und ihre Didaktik an der Universität Kiel und seit 2000 Direktor des Philosophischen Seminars.
Im Oktober 2005 wurde er zum ordentlichen Mitglied der Akademie der Wissenschaften in Hamburg berufen.
Ralf Konersmann ist Autor zahlreicher Aufsätze, Essays, Artikel und Feuilletons und Mitherausgeber des Historischen Wörterbuchs der Philosophie sowie – von 2007 bis 2019 – der Zeitschrift für Kulturphilosophie.

## Forschungsschwerpunkte
Konersmanns Forschungsschwerpunkte liegen auf den Gebieten Begriffsgeschichte und Historische Semantik, Metaphorologie, Kulturphilosophie, Geschichte und Kritik des Sehens sowie Philosophie und ihre Didaktik.

## Auszeichnung
2017: Tractatus-Preis für das Wörterbuch der Unruhe

## Schriften
- Spiegel und Bild. Zur Metaphorik neuzeitlicher Subjektivität (= Epistemata. Würzburger wissenschaftliche Schriften. Reihe Philosophie. 44, ZDB-ID 569970-8). Königshausen + Neumann, Würzburg 1988, ISBN 3-88479-328-4 (Zugleich: Hagen, Fernuniversität, Dissertation, 1986; Überarbeitete und stark erweiterte Neuausgabe als: Lebendige Spiegel. Die Metapher des Subjekts (= Fischer 10726 Fischer Wissenschaft). Fischer-Taschenbuch-Verlag, Frankfurt am Main 1991, ISBN 3-596-10726-1).
- René Magritte, Die verbotene Reproduktion. Über die Sichtbarkeit des Denkens (= Fischer 10299 Kunststück). Fischer-Taschenbuch-Verlag, Frankfurt am Main 1991, ISBN 3-596-10299-5 (In spanischer Sprache: Magritte, La reproducción prohibida. Sobre la visibilidad del pensamiento. Siglo Veintiuno Editores, México DF 1996, ISBN 968-23-2010-0).
- Erstarrte Unruhe. Walter Benjamins Begriff der Geschichte (= Fischer 10962 Philosophie). Fischer-Taschenbuch-Verlag, Frankfurt am Main 1991, ISBN 3-596-10962-0.
- Bernhard Krug, BilderTagebuch. Artconsult Steinkötter & Schnake, Münster, 4. Oktober – 8. November 1992. Handelsblatt, Düsseldorf, 20. November – 15. Dezember 1992. Fritz-Winter-Haus, Ahlen, 16. Januar – 28. Februar 1993. Stadt Ahlen, Stadt-Galerie, 17. Januar – 28. Februar 1993. Artconsult, Münster 1992, ISBN 3-927024-11-2 (Ausstellungskatalog).
- Der Schleier des Timanthes. Perspektiven der historischen Semantik (= Fischer 11923 Wissenschaft). Fischer-Taschenbuch-Verlag, Frankfurt am Main 1994, ISBN 3-596-11923-5 (2., durchgesehene Auflage. (= Sozialphilosophische Studien. Bd. 102006). Parerga, Berlin 2006, ISBN 3-937262-02-4).
- als Herausgeber: Kulturphilosophie (= Reclams Universal-Bibliothek. Bd. 1554). Reclam, Leipzig 1996, ISBN 3-379-01554-7.
- als Herausgeber: Kritik des Sehens (= Reclams Universal-Bibliothek. Bd. 1610). Reclam, Leipzig 1997, ISBN 3-379-01610-1.
- Komödien des Geistes. Historische Semantik als philosophische Bedeutungsgeschichte (= Fischer 14431). Fischer-Taschenbuch-Verlag, Frankfurt am Main 1999, ISBN 3-596-14431-0 (Rezension: Christoph Albrecht in Frankfurter Allgemeine Zeitung, vom 26. Oktober 2000; in ungarischer Sprache: A szellem sinjátéka. Történeti szemantika mint filozófiai jelentéstörténet (= Spatium. 4). Kijárat Kiadó, Budapest 2003, ISBN 963-9529-15-X).
- als Herausgeber: Kulturkritik. Reflexionen in der veränderten Welt (= Reclams Universal-Bibliothek. Bd. 1741). Reclam, Leipzig 2001, ISBN 3-379-01741-8.
- als Herausgeber: Vladimir Jankélévitch: Das Verzeihen. Essays zur Moral und Kulturphilosophie. Suhrkamp, Frankfurt am Main 2003, ISBN 3-518-58365-4 (Taschenbuchausgabe: (= Suhrkamp-Taschenbuch Wissenschaft. Stw. 1731). Suhrkamp, Frankfurt am Main 2004, ISBN 3-518-29331-1).
- Kulturphilosophie zur Einführung (= Zur Einführung. 282). Junius, Hamburg 2003, ISBN 3-88506-382-4 (2., vollständig überarbeitete Auflage. (= Zur Einführung. 374). ebenda 2010; korean. Ausgabe 2006; in polnischer Sprache: Filozofia Kultury. Wprowadzenie (= Terminus. Prolegomena. 3). Oficyna Naukowa, Warschau 2009, ISBN 978-83-7459-070-9).
- Kulturelle Tatsachen (= Suhrkamp-Taschenbuch Wissenschaft. Stw. 1774). Suhrkamp, Frankfurt am Main 2006, ISBN 3-518-29374-5.
- Kulturkritik und Kulturphilosophie. Studienbrief der Fernuniversität in Hagen (2007).
- als Herausgeber: Das Leben denken – Die Kultur denken. 2 Bände. Alber, Freiburg (Breisgau) u. a. 2007;
  - Band 1: Leben. 2007, ISBN 978-3-495-48215-5;
  - Band 2: Kultur. 2007, ISBN 978-3-495-48284-1.
- Kulturkritik. Suhrkamp, Frankfurt am Main 2008, ISBN 978-3-518-58499-6 (In polnischer Sprache: Krytyka kultury (= Terminus 1993). Oficyna Naukowa, Warschau 2012, ISBN 978-83-7737-011-7).
- als Herausgeber: Grundlagentexte Kulturphilosophie. Felix Meiner, Hamburg 2009, ISBN 978-3-7873-1925-1.
- als Herausgeber: Lucien Braun: Bilder der Philosophie. Wissenschaftliche Buchgesellschaft, Darmstadt 2009, ISBN 978-3-534-21505-8 (2., durchgesehene Auflage: ebenda 2012, ISBN 978-3-534-24661-8).
- als Herausgeber: Wörterbuch der philosophischen Metaphern. Wissenschaftliche Buchgesellschaft, Darmstadt 2007, ISBN 978-3-534-18820-8 (Mehrere Auflagen).
- als Herausgeber: Handbuch Kulturphilosophie. J. B. Metzler, Stuttgart u. a. 2012, ISBN 978-3-476-02369-8.
- Die Unruhe der Welt. S. Fischer, 5. Aufl., Frankfurt am Main 2015, ISBN 978-3-10-038300-6.
- Wörterbuch der Unruhe. S. Fischer, Frankfurt am Main 2017, ISBN 978-3-10-002533-3. Ausgezeichnet mit dem Tractatus-Preis 2017 Philosophicum Lech.
- Welt ohne Maß. S. Fischer, Frankfurt am Main 2021, ISBN 978-3-10-397473-7.
- Außenseiter. Ein Essay.  S. Fischer, Frankfurt am Main 2025, ISBN 978-3-10-397629-8.